# La Marseillaise (journal)
Pour les articles homonymes, voir La Marseillaise (homonymie).
Ne doit pas être confondu avec La Marseillaise (journal, 1869).
La Marseillaise est un quotidien régional français dont le siège est situé sur le cours d'Estienne-d'Orves à Marseille. Il est créé par des résistants en décembre 1943. durant l'Occupation de la France par l'Allemagne nazie. 

## Historique

### XXesiècle

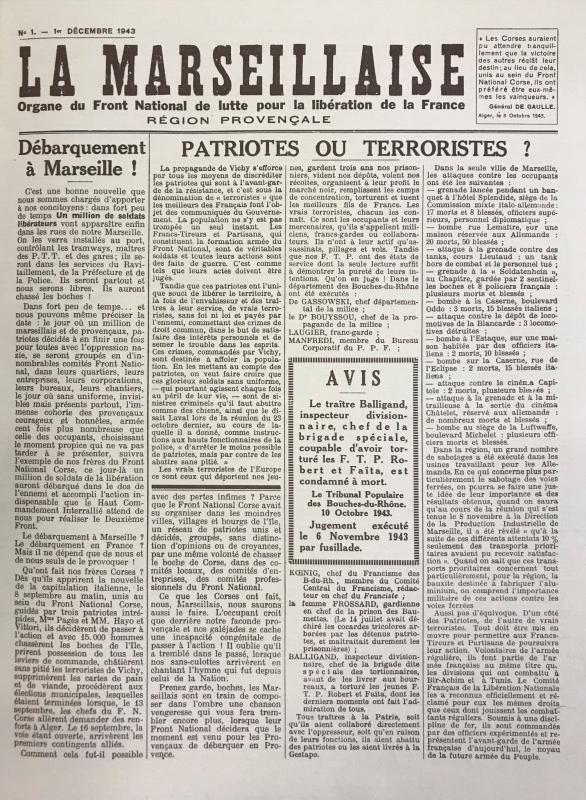
Une de La Marseillaise le 1er décembre 1943, première parution clandestine.

Fondé le 1er décembre 1943, le journal est né de la volonté du Front national de la résistance - région sud (réseau de résistance communiste), de se doter d'un organe de presse. Clandestin, il paraîtra d'abord mensuellement, puis en 1944, et au fur et à mesure de l'avance des armées alliées, chaque semaine, et enfin, quotidiennement dans les jours qui précèdent la libération de Marseille.
C'est le lendemain de cette libération, le 24 août 1944, que paraît le premier numéro légal de La Marseillaise. C'est l'un des trois premiers quotidiens à sortir légalement à Marseille sous une forme imprimée avec Le Provençal, et Rouge-Midi. Il est imprimé, comme Rouge-Midi, sur les presses du journal Le Petit Marseillais, quotidien d'avant-guerre fermé pour cause de collaboration avec l'occupant.
Certains journalistes comme Renée Rougeot écrivent alors tantôt pour Rouge-Midi tantôt pour La Marseillaise, l'autre quotidien régional du PCF. Les deux sont cités dans le livre d'André Remacle, le « Roman de la Marseillaise ».
Les rédacteurs du journal, tous membres du Front national de résistance, rédigeront ce premier numéro depuis les locaux du Le Petit Marseillais, journal collaborationniste, saisi à la Libération, encore aujourd'hui propriété du journal. Par la suite, François Billoux, député communiste des Bouches-du-Rhône en sera son directeur politique. Le quotidien fait partie des journaux fondateurs de l'Union française de l'information, agence de presse qui en regroupe près d'une centaine, pour la plupart des titres régionaux résistants d'orientation communiste.
Le journal a longtemps été d'orientation communiste. En 1997, sa ligne éditoriale s'est ouverte à « toutes les composantes du mouvement social ».

### XXIesiècle

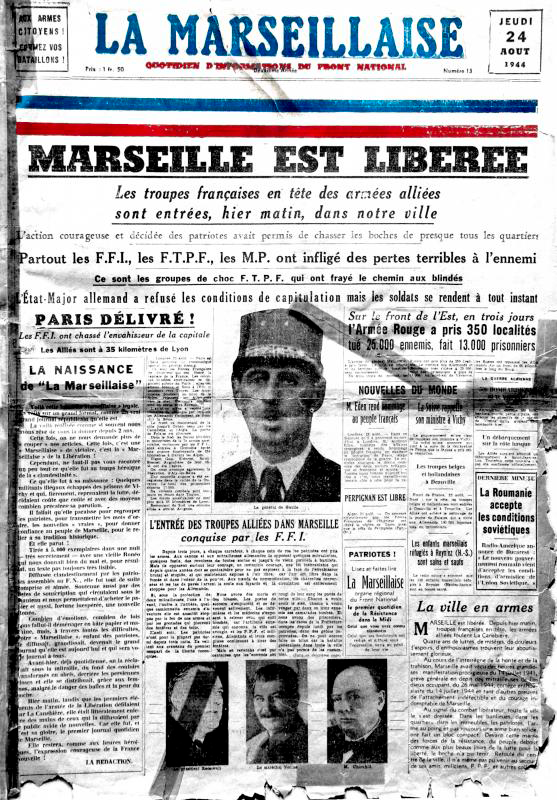
Une La Marseillaise 24 août 1944 Première parution légale

En novembre 2014, La Marseillaise dépose le bilan au tribunal de commerce de Marseille, dans le but de permettre une procédure de mise en redressement judiciaire.
En novembre 2016, La Marseillaise dépose à nouveau le bilan et dit espérer un placement en redressement judiciaire. En juin 2018, La Marseillaise sort de la procédure de redressement judiciaire et accorde un plan sur une durée de 10 ans.
Au fil des plans sociaux, le journal a perdu les trois quarts de ses effectifs : de 200 salariés en 2014, à 50 en 2018,.
Il a fêté ses 75 ans d'existence en décembre 2018.

#### 2020: crise financière
À la veille du 14 juillet 2020, avec ses 55 salariés, le journal est placé en liquidation judiciaire, en attente d'une reprise éventuelle dont la date butoir est fixée au 10 octobre. Lourdement affectée par la crise sanitaire malgré la mise en chômage partiel, la parution en édition papier est suspendue quelques jours après le confinement du 17 mars 2020, entraînant la perte des recettes d’abonnements, de ventes en kiosques, de publicité et d’annonces légales. Non éligible au prêt garanti par l'État (PGE) pour atténuer les retombées économiques provoquées par la crise sanitaire, le compte-rendu de l’audience auprès du tribunal mentionne : quelques subventions allouées par le ministère de la Culture, une « intervention du Premier ministre [qui] a permis un décalage de certaines créances » et une subvention de 100 000 euros débloquée, fin avril, par le président du conseil régional de Provence-Alpes-Côte d'Azur, Renaud Muselier. La situation s'aggrave le 15 mai 2020, par la liquidation sans poursuite d'activité prononcée par le tribunal de Paris de la « société d'agences et de diffusion » (SAD), filiale du groupe Presstalis, dont le rôle est de distribuer le périodique,.
Au cours de l'été, deux repreneurs potentiels se manifestent. Le 14 août, le journal La Provence renonce au rachat de son concurrent en estimant ne pas pouvoir « préserver la totalité des emplois, contrairement à l'offre de Maritima Médias », le média préfère se retirer. Quelque 200 personnes se sont rassemblées devant les locaux du journal historique afin de s'opposer au projet d'offre de reprise envisagée par La Provence, associée à l'entrepreneur Xavier Niel, via sa holding personnelle NJJ Presse. Les manifestants dénoncent l'absence de pluralisme et la suppression de 80 % des effectifs,.
À la même date, après le renoncement du concurrent, le groupe Maritima Médias, financé par la municipalité communiste de Martigues, participe à l'offre de reprise pour le journal.
L'audience concernant le plan de reprise de La Marseillaise a lieu le 22 septembre 2020 au tribunal de commerce de Marseille.
La nouvelle société éditrice est créée le 7 octobre 2020.

#### 2022: nouvelle phase de développement
Pour la première fois depuis les difficultés rencontrées en 2015, La Marseillaise lance une phase de développement éditorial et annonce en septembre 2022 le lancement d’un supplément week-end, d’un supplément culturel et son retour dans le Vaucluse, salué par des personnalités de tous bords.
Tout en appelant ses lecteurs à la soutenir, elle affiche une progression des ventes et de ses effectifs,.

## Initiatives éditoriales interactives
En 2018, après les effondrements du 5 novembre, rue d’Aubagne, La Marseillaise lance #BalanceTonTaudis, un mouvement sur les réseaux sociaux permettant aux victimes de l’habitat indigne de dénoncer leurs conditions de vie. Il s’ensuit de nombreuses révélations sur les logements insalubres à Marseille dont certaines aboutissent à la démission d’élus.
Autre initiative éditoriale, #LeVivantSurprend permet aux lecteurs de La Marseillaise d’interroger pendant un an sur internet, des scientifiques spécialistes de la biodiversité sur les plantes et les animaux de leur environnement. Lancée un an avant le sommet de la nature à Marseille, #LeVivant Surprend donne lieu à une parution hebdomadaire dans La Marseillaise du week-end et aboutit à une exposition présentée au château de la Buzine, en prélude de l’événement.
Sur le même modèle, #DisMoiPourquoi permet aux enfants des lecteurs de poser des questions durant la fête de la science à des scientifiques.

## Mémoire

Square La Marseillaise 3 mai 2023 journée de la liberté de la presse.

À l’occasion des célébrations des 80 ans de La Marseillaise, un « square La Marseillaise » a été inauguré à Aix-en-Provence, le 3 mai 2023, journée internationale de la liberté de la presse, par Sophie Joissains, maire (UDI) de la Ville et Léo Purguette, président du journal La Marseillaise, à proximité immédiate de la rue Bédarride. C’est là que le tout premier numéro du journal daté du 1er décembre 1943 a été tiré clandestinement dans l’imprimerie Tournel.

## Informations financières

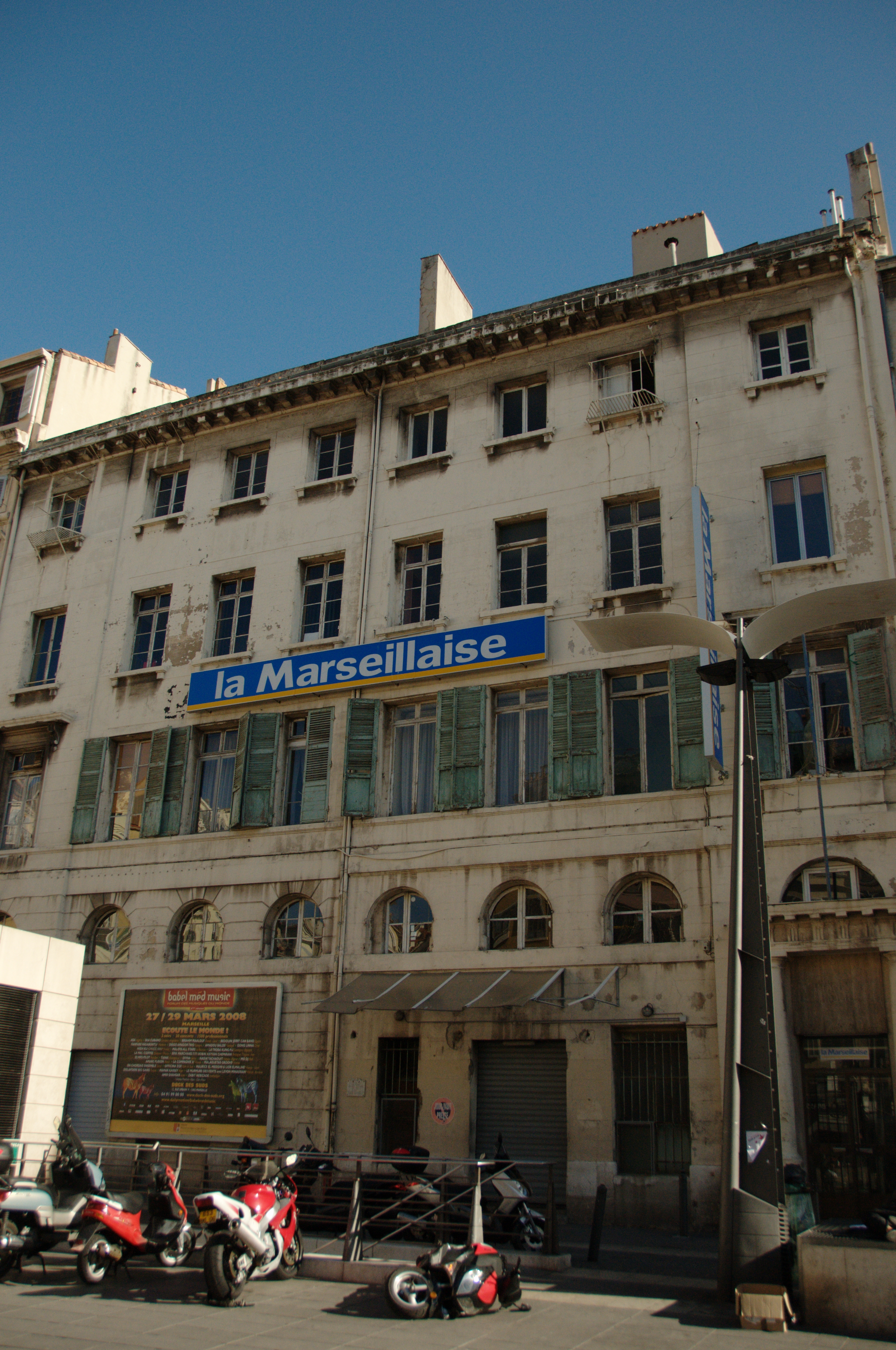
Siège du quotidien à Marseille.

|                    | 2016  | 2017          | 2018          | 2019 | 2020 | 2021    |
| ------------------ | ----- | ------------- | ------------- | ---- | ---- | ------- |
| Chiffre d'affaires | 7 009 | 6 594 / 5 894 | 4 868         | -    | -    | 4 522   |
| Résultat (perte)   | 1 253 | 2 480         | 2 737 / 1 200 | 0,55 | -    | (1 153) |

## Diffusion
La Marseillaise diffuse un tirage d'environ 15 000 exemplaires,.
Pour la région Provence-Alpes-Côte d'Azur, le quotidien est distribué dans les départements des Bouches-du-Rhône, du Var et une partie du Vaucluse, et fait paraître une édition hebdomadaire dans les départements du Gard et de l'Hérault, dans la région Occitanie.

## Suppléments
La Marseillaise est diffusée le week-end avec Diverto (toute la semaine dès le vendredi pour La Marseillaise hebdo d’Occitanie). C’est le magazine né d’une coopération entre les titres de la PQR qui ne souhaitait plus poursuivre la diffusion de TV Magazine, conçu par le groupe Le Figaro.
Le week-end, elle publie un supplément détachable consacré aux sorties, aux loisirs, à la famille, aux découvertes, à la culture régionale et scientifique. Il est présenté tous les vendredis à l’antenne de BFM Marseille.
En 2022, La Marseillaise annonce, le 3 mai, son intention d’épauler la rédaction de Zibeline, magazine culturel régional en liquidation judiciaire. Avec son appui, Zébuline est lancée. Il s’agit d’un hebdomadaire culturel vendu séparément toute la semaine mais également offert tous les mercredis avec La Marseillaise. Zébuline produit également quatre magazines par an, un site Internet et Zébuline l’hebd’Oc, diffusé avec La Marseillaise Hebdo d’Occitanie.

## Rendez-vous multimédias
En partenariat avec Maritima Médias, La Marseillaise co-organise à Marseille « Rue de la République », un rendez-vous politique multimédias diffusé sur Maritima radio et TV le dimanche et sous la forme d’une double page dans La Marseillaise du week-end.
De même, La Marseillaise co-organise à Montpellier « Quoi de neuf ? » avec radio Divergence, un rendez-vous d’actualité diffusé le lundi sur Divergence FM et dans La Marseillaise Hebdo d’Occitanie.

## Événements
La Marseillaise est également créatrice d’événements.

### Le MondialLa Marseillaiseà pétanque

Logo du Mondial La Marseillaise à pétanque.

Organisé début juillet depuis plus de 60 ans, le Mondial La Marseillaise à pétanque est la plus grande compétition de pétanque au monde. C’est aussi le plus grand événement sportif du Sud de la France. Son édition 2023 a regroupé plus de 4 000 équipes soit plus de 12 000 joueurs, qui se sont affrontés principalement au Parc Borély à Marseille sous les yeux de 170 000 spectateurs. Elle a été diffusée par France bleu et France 3.

### Le Grand Prix cycliste de Marseille -La Marseillaise

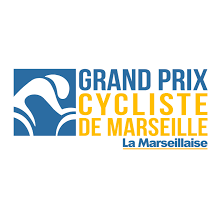
Logo du Grand Prix cycliste de Marseille - La Marseillaise.

Il compte plus de 40 éditions. Organisée sous l’égide de La Marseillaise le dernier week-end de janvier, elle ouvre la saison cycliste française et fait partie des premières dates du calendrier de l’UCI. Elle a été diffusée par France bleu, France 3 et Eurosport monde. Elle précède l'Étoile de Bessèges dont La Marseillaise est le partenaire.

### La tournée d’étéLa Marseillaise
Elle fait suite à « Marseille chante » un événement musical organisé par La Marseillaise dès après la Libération. C’est une succession de concerts gratuits à travers sa zone de diffusion. Son édition 2023 a France bleu comme partenaire radio.

### La MarseillaiseBreaking Cup.
Lancé par La Marseillaise en 2022, l’événement dédié au break dance consiste en une série d’ateliers dans les quartiers prioritaires de la politique de la ville puis un final qui s’est déroulé en juin au palais du Pharo avec une compétition internationale de breaking et le premier spectacle de drones ayant eu lieu à Marseille.

### La Fête deLa Marseillaise
Des Fêtes de La Marseillaise ont eu lieu dans différents départements de sa zone de diffusion par le passé. Une Fête de La Marseillaise s’est tenue en 2023 sur l'île de la Barthelasse à Avignon, consacrant le retour de La Marseillaise dans ce département.
La Marseillaise est adhérente du Syndicat de la presse quotidienne régionale (SPQR).

## Personnalités liées à La Marseillaise
De nombreuses personnalités sont liées à La Marseillaise.
- Marcel Thomazeau, résistant et déporté à Mauthausen et Gusen II, Marcel Thomazeau[36], fut secrétaire du ministre Marcel Paul et dirigeant du journal.
- Mala Kriegel[37], Jean De Bernardy[38], Léon Paranque[39], trois résistants parmi les fondateurs de La Marseillaise sont tombés pendant les combats de la Libération, une plaque leur rend hommage dans l’entrée du journal.
- Pape Diouf, ancien président de l’OM, a été journaliste sportif à La Marseillaise.
- Figure de Marseille, Michel Montana[40], fut pendant des années président du Mondial La Marseillaise à pétanque.
- Écrivain à succès, auteur de la trilogie marseillaise Total Kheops, Jean-Claude Izzo, a été membre de la rédaction en chef de La Marseillaise. À l’occasion des 20 ans de sa disparition, le journal publie la traduction de sa biographie signée par l’autrice italienne Stefania Nardini[41].
- David Coquille, chroniqueur judiciaire à La Marseillaise est distingué par le jury du prix Varenne en 1998, 2007 et 2015[42].
- Philippe Pujol remporte le prix Albert-Londres 2014 avec sa série « Quartiers shit » publiée dans La Marseillaise.